# 水書

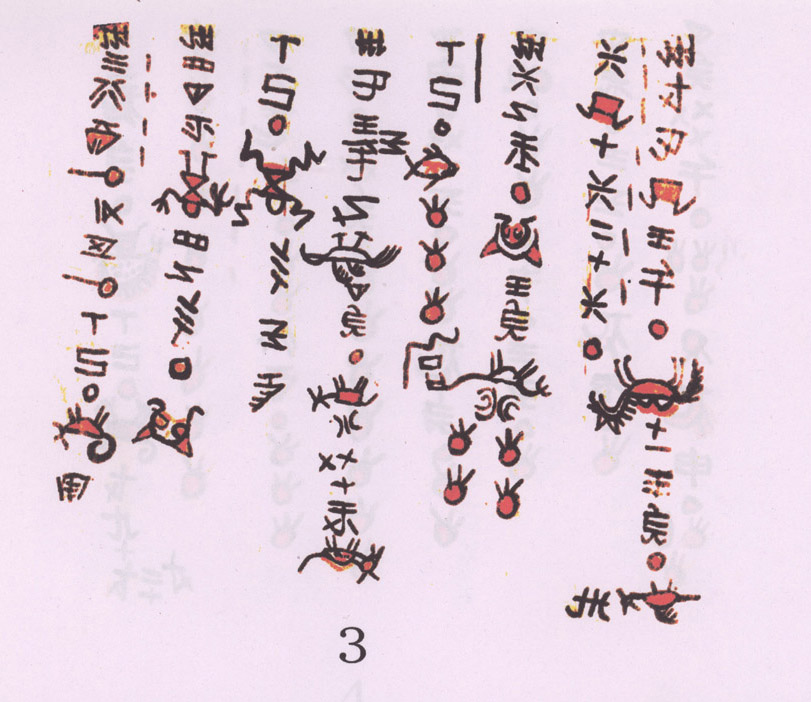

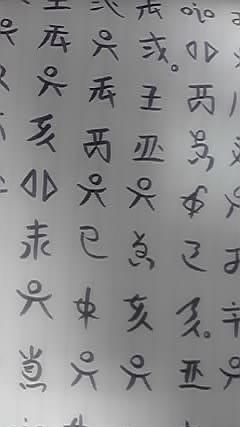

水書（すいしょ、水字、水文とも）とは、中国の貴州省などに住む少数民族水族が使う水語の表記に伝統的に用いられる文字。表語文字である。表記の方向は中国語や日本語と同じく右から左へ縦書きされる。
漢字の影響を強く受けている（例えば、右下の図の三角形2つの字は「卯」に相当する）。

## 文字について
- 厚い白皮紙に毛筆で書かれていた文字である。文字全体の数はおおよそ400-450字であるが、異体字などを含めるとさらに多くなると考えられている[2]。
- 漢字からの借用文字としては、四季、数詞、十干、方角などがある。また、読みや文字の向きを変えて意味を変える文字もあり、例えば人を表す文字が読み方によっては「男」や「女」と読まれ、また横倒しに書かれた場合は「死んだ人」を意味する[2]。
- 水書は巫師により独占して伝承したものであることから一般民衆が日常的に使用する文字にはならなかった[2]。

## 符号化
- 2019年2月現在、Unicodeには収録されていない。
- 2015年10月に485個の文字がUnicodeに登録申請された[3]。
- 2017年10月にUnicodeのコードポイントが暫定的に決定した。その位置はU+1B300からU+1B4FFまでとなっており、またその直後のU+1B500からU+1B52Fまでの位置に「Shuishu Radical」として部首を収録する予定である[4]。Unicodeの水書の予定されている配列は部首・画数順によるが、部首・画数で分類しがたいものは、擬人化・動物・鳥・魚・植物といった分類によっている。

## 参照
1. ↑  水文字 地球ことば村
2. 1 2 3  「言語学大辞典 別巻 世界文字辞典」, 三省堂(2001), p.523-525
3. ↑  Preliminary Proposal for encoding Shuishu in the SMP of the UCS (PDF)
4. ↑  Additional repertoire for ISO/IEC 10646:2017 (5th ed.) Amendment 2.2